# Sindromul Münchhausen

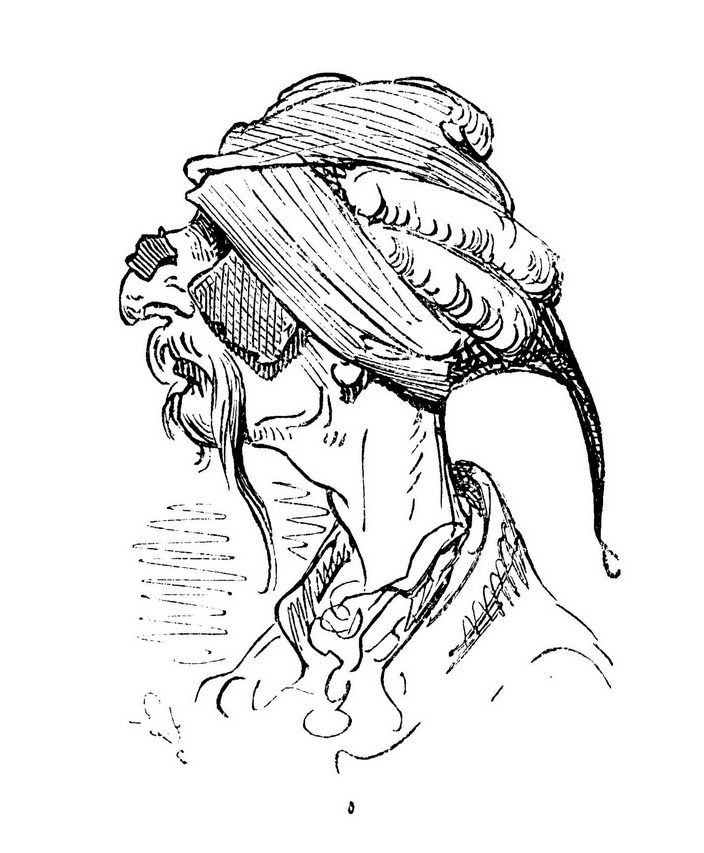
Baronul de Münchhausen, „rănit”.
Gravură de Gustave Doré.

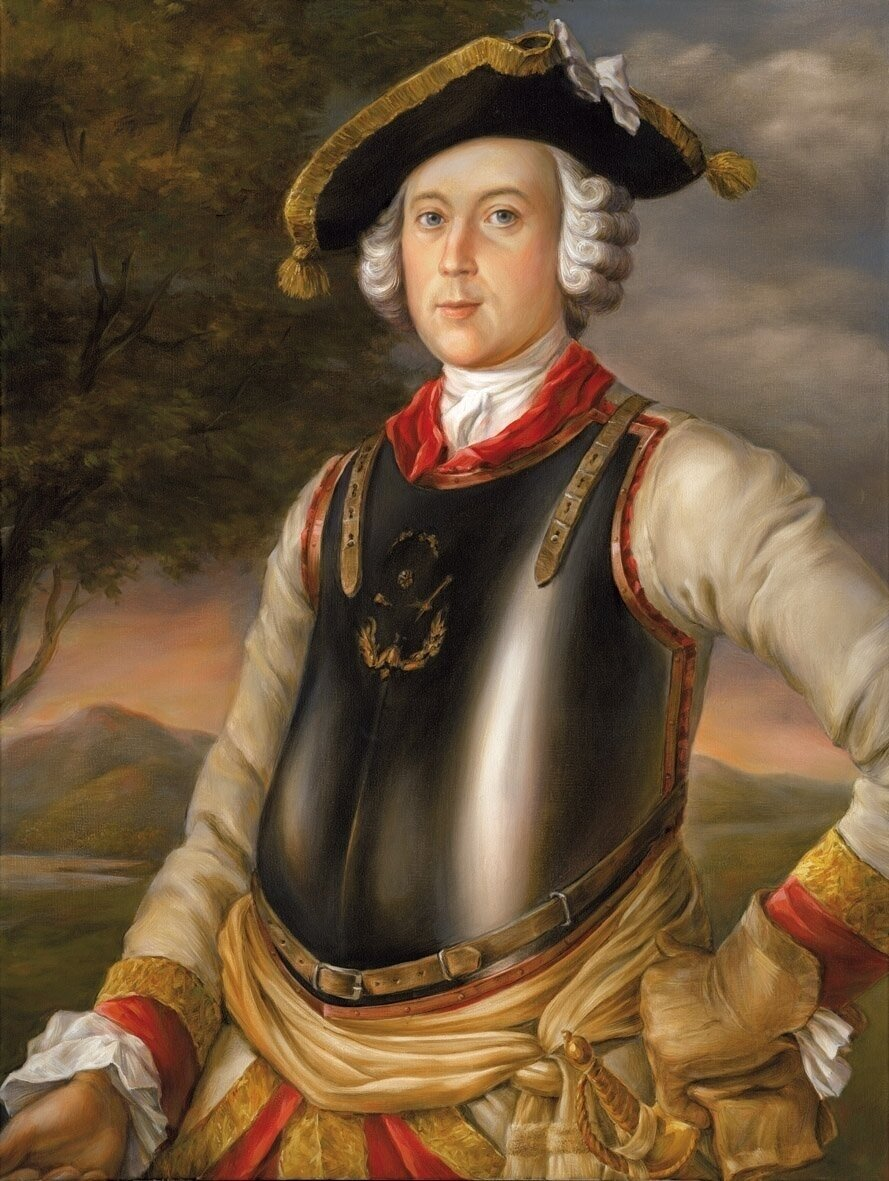
Karl Friedrich Hieronymus, Baron v. Münchhausen (1720-1797)

Sindromul Münchhausen descrie o patologie psihiatrică (tulburare mentală), o patomimie  asociată cu dificultăți emoționale severe, care aparține de grupa tulburărilor facticioase. Sindromul apare la persoane cu tulburări de personalitate și este caracterizată prin necesitatea de a simula o maladie neconexată la un profit direct și obiectiv (spre deosebire de simulanți, în engleză : malingering, în franceză : malingre), prin care pacientul caută să beneficieze de îngrijiri medicale pentru afecțiunea sa imaginară.

## Descrierea bolii

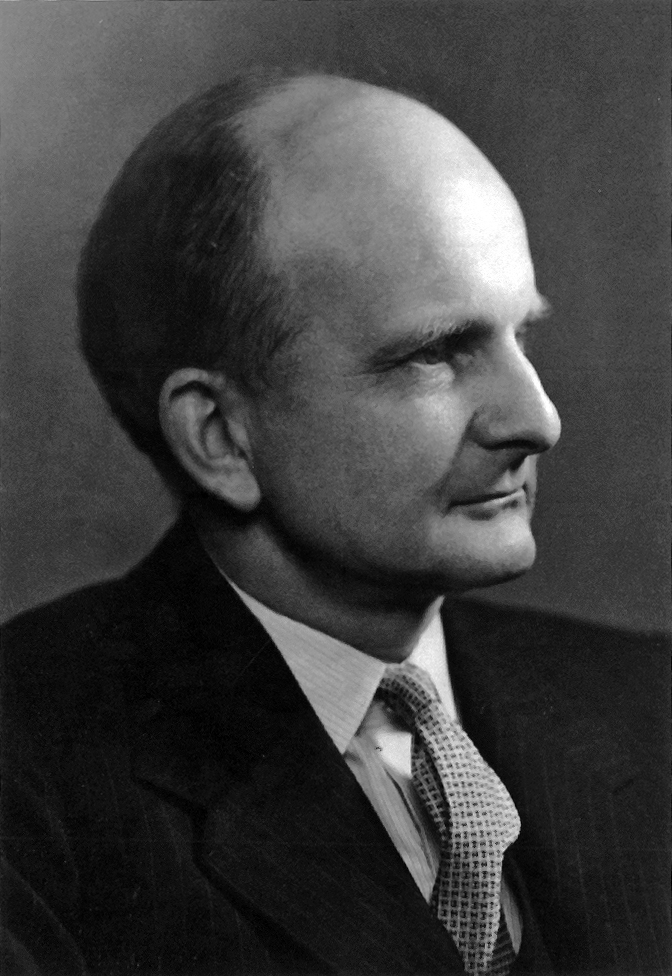
Dr. Richard Asher a descris Sindromul Münchhausen în anul 1951.

Sindromul Münchhausen descrie o maladie psihică, o formă de mitomanie (patomimie), asociată cu dificultăți emoționale severe, care se exprimă prin dependența pacientului de spitalizare cu scopul de a obține atenția și asistența personalului medical. Patognomonică (specifică bolii) este mimarea repetată a unor boli organice, de obicei acute și dramatice, cu care pacientul umblă de la un spital la altul în cautare de tratament. Internările repetate se obțin, de regulă, la spitale diferite, în timpul gărzilor aglomerate, prin simularea unor boli, prin autoadministrarea de substanțe nocive, medicamente contraindicate și în cantități periclitante, prin infectarea voluntară a unor plăgi existente sau provocate etc., fără scopul de a obține avantaje materiale: bani, loc de cazare, despăgubiri, etc. (malingering). Pacientul va prefera să inducă în eroare personalul consultant și administrativ prin furnizare de date personale, antecedente, simptomatologie, eronate. Pacientul, deși simulează boala conștient și limpede, „ca în carte”, cerințele sale sunt inconștiente, confuze. El are tulburări de identitate (reale, sau mimate), hipersensibilitate, pretinde îngrjiri și atenție, manifestând suspiciuni, adesea vehemente, față de personalul sanitar, pe care il testează, îl manipulează și îl provoacă continuu . S-a publicat cazul unei paciente care-și injecta gonadotropină corionică umană (beta-hCG)  care au dus - la diferite spitale - la 30 de intervenții chirurgicale pe supoziția de sarcină extra-uterină.
Morbiditatea (frecvența bolii într-o populație) este redusă, dar mortalitatea poate varia între 5% și 20%, în funcție de nivelul serviciilor medicale și al organizării organizațiilor de sănătate publică, adică, într-o țară cu servicii de sănătate publică performante, legătura eficientă și directă (on-line) dintre medici și spitale duce la detectarea rapidă a pacienților și aplicarea tratamentului adecvat. Întrucât pacienții simulează boala sau gravitatea ei, Richard Asher a descris și denumit acest sindrom în 1951, după numele ofițerului german Karl Friedrich Hieronymus, Baron Münchhausen (1720-1797), celebru pentru relatarea extrem de exagerată a unor date biografice și povestiri din război.

#### Simptome
Bolnavul/bolnava mimează simptome imaginare, mincinoase, exagerează o simptomatologie reală, adesea autoprovocată, alterează probele de laborator, etc. Printre semnele care ar trebui să atragă atenția se numără:
- O istorie medicală dramatică, dar inconsistentă.
- Prezentarea de simptome neclare și greu controlabile care se agravează sau se schimbă odată cu începerea tratamentului.
- Simptomatologii care revin după un tratament eficient.
- O bună cunoaștere a terminologiei medicale și a descrierii simptomatologiei „ca în carte”.
- Cicatrici chirurgicale multiple.
- Rezultatele negative ale analizelor atrag apariția de simptome noi.
- Simptomele se exprimă numai când pacientul este singur, neobservat.
- Istorie de tratamente la diferiți medici, clinici, spitale, adesea, în orașe diferite.
- Evitarea contactului personalului medical cu familia, sau prietenii pacientului.
- Prezentarea de date personale eronate.
- Pacientul are noțiuni medicale relativ avansate, datorate unor studii în domeniul medical, terminate sau parțiale, apartenența la o familie de personal medical, etc.. Recent au fost descrise cazuri de sindrom Münchhausen care folosesc informații medicale obținute prin internet.

#### Cauzele sindromului Münchhausen
Etiologia (cauzele) sindromului Münchhausen nu este cunoscută. În afecțiunile fizice, factorii psihologici contribuie direct sau indirect la etiologie. Stresul psihologic poate precipita sau altera evoluția unei boli, chiar și a unor afecțiuni majore. Emoțiile pot acționa asupra sistemului nervos autonom. Printre teoriile sugerate se consideră cazuri care au avut o copilărie neglijată sau au suferit abuzuri, boli sau internări în spital pe perioade îndelungate sau repetate, persoane cu probleme de personalitate etc. Pacientul poate selecta inconștient un simptom, ca o metaforă pentru condiția sa psihosocială, ca o conversie, un proces inconștient de transpunere a unei anxietăți sau dificultăți psihice, într-un simptom somatic. 

#### Morbiditatea (frecvența) sindromului Münchhausen
Nu există statistici cu rezultate nete, dar este vorba de o boală rară. Numărul cazurilor depistate este în funcție de existența unei înregistrări centralizate, la nivel statal, adică, în țările în care se mai practică înregistrarea medicală manuală, posibilitatea de depistare a bolnavilor este mai limitată.
Deși poate apărea la toate vârstele, chiar și la copii, sindromului Münchhausen este mult mai frecvent la adulții tineri, mai des la bărbați decât la femei (spre deosebire de sindromul Münchhausen prin transfer (by proxy) - vezi mai jos - care este mai frecvent la femei).

#### Diagnosticul
Diagnosticarea sindromului este foarte dificilă din cauza lipsei de corectitudine a pacientului. Medicul trebuie să elimine o serie de boli simulate sau mentale, să examineze atent rezultatele ilogic-patologice ale testelor de laborator, să insiste pentru a obține documente medicale anterioare, etc. și să nu se eschiveze de a folosi observarea ocultă și urmărirea prin camere de filmat ascunse. Este necesar un examen psihologic/psihiatric. 

#### Diagnostic diferențial
- Malingering, sau simularea, prezintă o simptomatologie asemănătoare sindromului Münchhausen, auto-provocată voluntar de pacient în scopul de a obține avantaje personale: bani, loc de cazare, despăgubiri, eschivare de la serviciul militar, de privare de libertate (închisoare), etc.
- Sindromul Münchhausen prin transfer (by proxy) - vezi mai jos.
- Sindromul Medeea, o variantă a Sindromului Münchhausen prin transfer (vezi mai jos).  * Sindromul alienării părintești (în engleză : Parental alienation syndrome- PAS).
- Sindromul Ganser, descris ca un mecanism etiologic de disociere isterică. Sindromul Ganser a fost încadrat drept afecțiune simulativă cu simptome psihologice în clasificarea DSM III-1980, iar în anul 2000 a fost clasificat, împreună cu „răspunsurile aproximative” drept „afecțiune disociativă dacă nu este altfel specificat” deși rămâne valabilă și catalogarea ca „boală disociativă cu semne și simptome predominant psihologice”[13][14]
- Isteria[15].

#### Tratamentul
Deși pretind intervenții și tratamente, chiar și cu mari riscuri, bolnavii de acest sindrom sunt recalcitranți la tratamentul specific afecțiunii, deci rezultatele sunt slabe, cu șanse reduse de ameliorare.
Tratamentul constă în modificarea mediului de trai al pacientului, asigurarea unei atmosfere afective pozitive și a unei activități profesionale izolată de contacte cu cea medicală. Se recomandă psihoterapia personală și familială. Tratamentul medicamentos va fi luat în considerare în funcție de starea de depresie, anxietate sau de tulburările de personalitate, iar administrarea se va face sub control. Este mai înțelept a se încerca o ameliorare printr-o gestionare mai bună a condițiilor de viață a pacientului, decât insistența - cu șanse reduse - de a vindeca.

#### Complicații
În sindromul Münchhausen complicațiile provin din bolile simulate, care, în afară de alterarea sănătății, pot fi fatale (operații cu extirpări inutile, autoadministrarea de medicamente contraindicate sau de alte substanțe nocive, ș.a..

#### Prevenirea bolii
Nu este cunoscută o cale de prevenire a bolii, dar diagnosticarea și tratarea din timp pot fi benefice.

## Sindromul Münchhausen prin transfer (by proxy)

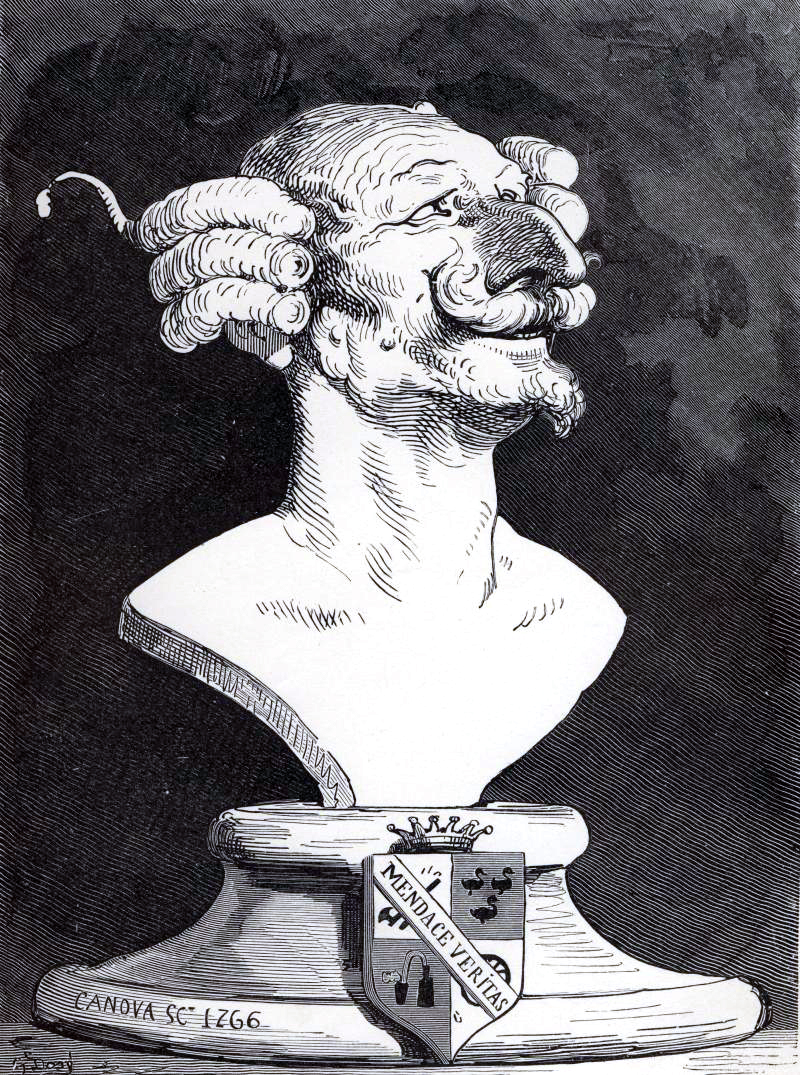
Baronul von Münchhausen - caricatură de Gustave Doré

Sindromul Münchhausen prin transfer (by proxy - MSP), cunoscut și sub numele de sindromul lui Polle (Polle era fiul baronului Münchhausen, mort în anii copilăriei în împrejurări neelucidate), este o tulburare psihică a unui adult (în majoritatea cazurilor, mame) descrisă și denumită în 1977 de medicul pediatru englez Roy Meadow, care a publicat un caz de abuz al unei mame față de propriul copil prin provocarea deliberată de boli. Se deosebește de sindromul Münchhausen prin mijlocul prin care mama sau adultul afectat obține atenția medicală, care este, de regulă, propriul copil sau, mai rar, o rudă, o persoană, sau un grup de persoane aflate în grija sa și care este utilizat ca surogat (înlocuitor). Prezentându-se întotdeauna foarte îngrijorat și protector el va falsifica istoricul bolii surogatului și-i va acuza afecțiuni grave, provocate sau simulate, mutilări, etc., care adesea pot fi letale[A].

#### Diagnosticul
Este similar celui al sindromului Münchhausen. Observarea ocultă și urmărirea prin camere de filmat ascunse sunt determinante pentru realizarea diagnosticului.

#### Morbiditatea și mortalitatea
În Statele Unite incidența cazurilor este de aproximativ 2,9 la 100.000 de copii per cohortă (an de viață), cu o mortalitate între 9% și 22% dintre cazuri (Rosenberg, 1987, Sheppard, 2001 ). 
În privința adulților aflați sub o formă sau alta de tutelă a bolnavului de MSP și abuzați, din cauza problemelor privind stabilirea unui diagnostic corect, nu se cunosc date statistice consistente.

## Sindromul Medeea
Literatura clasică, de la „Medeea” lui Euripide, poemul lui Ovidiu și tragediile lui Seneca și „Medeea și Iason” a lui Corneille descriu sacrificiile vrăjitoarei Medeea, fiica regelui Eetes, domnitor al Colchidei care, pentru a se răzbuna pe soțul trădător, Iason, fiul lui Eson, regele din Iolcos, cu care se căsătorise și care a părăsit-o pentru Creuse, fiica lui Creon, regele Corintului, își ucide cei doi copii comuni, pe Medeios și Eriopis. 
Sindromul Medeea, confundat adesea cu Sindromul alienării părintești (sau Sindromul alienării parentale, în engleză : Parental alienation syndrome- PAS), ete o variantă a Sindromului Münchhausen prin transfer care descrie o stare psihotică ce impune asasinarea, sau tentativa de asasinare a propriilor copii ca o pedepsire sau răzbunare față de un soț/soție considerați vinovați de vinovății reale sau imaginare. Deși fenomenul este relativ, frecvent, instanțele și media îl includ în categoria crimelor pasionale

#### Aspecte legale
Considerat ca o situație patologică, în multe state legea consideră cu ambiguitate acest sindrom și vinovăța acuzatului afectat de această patologie față de victimă. În România, acestă ambiguitate a fost soluționată prin Hotărârea nr. 49 din 19 ianuarie 2011, publicată în Monitorul Oficial Partea I nr. 117 din 16 februarie 2011, care vine să actualizeze Legea nr. 217/2003 privind violența în familie: 
„Sindromul Münchhausen prin transfer reprezintă crearea artificială de către părinte (de regulă, mama) a unei boli a copilului; boala este indusă prin administrarea voluntară a unor medicamente sau substanțe ori prin susținerea existenței unor simptome la copil care nu au fost niciodată confirmate de către specialiști. În ambele cazuri, părinții solicită medicilor numeroase investigații medicale sau chirurgicale, victimizând repetat copilul. Orice semn funcțional poate fi invocat de către părinți pentru a obține investigații și proceduri dureroase și intruzive pentru copil.” .